# Guiana nos Jogos Olímpicos de Verão de 2020
A Guiana irá competir nos Jogos Olímpicos de Verão de 2020. Originalmente programados para ocorrer entre 24 de julho a 9 de agosto de 2020, os jogos foram adiados para 23 de julho a 8 de agosto de 2021, por causa da Pandemia da COVID-19. Será a décima oitava participação do país nas Olimpíadas de Verão como estado independente, tendo se representado em outras cinco edições (1948 a 1964) com o nome de Guiana Britânica.

## Competidores
| Sport         | Masculino | Feminino | Total |
| ------------- | --------- | -------- | ----- |
| Atletismo     | 1         | 2        | 3     |
| Boxe          | 1         | 0        | 1     |
| Tênis de mesa | 0         | 1        | 1     |
| Total         | 2         | 3        | 5     |

## Atletismo
Os atletas guianenses alcançaram os padrões de inscrição, seja por tempo de qualificação ou por classificação mundial, nas seguintes provas de atletismo (até um máximo de 3 atletas em cada prova):
Pista e estrada
| Atleta            | Evento               | Bateria   | Bateria | Quartas de final | Quartas de final | Semifinal | Semifinal | Final     | Final   |
| Atleta            | Evento               | Resultado | Posição | Resultado        | Posição          | Resultado | Posição   | Resultado | Posição |
| ----------------- | -------------------- | --------- | ------- | ---------------- | ---------------- | --------- | --------- | --------- | ------- |
| Emanuel Archibald | 100 metros masculino |           |         |                  |                  |           |           |           |         |
| Jasmine Abrams    | 100 metros feminino  |           |         | —                | —                |           |           |           |         |
| Aliyah Abrams     | 400 metros feminino  |           |         | —                | —                |           |           |           |         |

## Tênis de Mesa
Guiana recebeu um convite da Comissão Tripartite para competir no evento individual feminino, a estreia olímpica do país nesse esporte.
| Atleta          | Evento              | Preliminar         | Rodada 1           | Rodada 2           | Rodada 3           | Oitavas de final   | Quartas de final   | Semifinal          | Final / BM         | Final / BM |
| Atleta          | Evento              | Oponente Resultado | Oponente Resultado | Oponente Resultado | Oponente Resultado | Oponente Resultado | Oponente Resultado | Oponente Resultado | Oponente Resultado | Posição    |
| --------------- | ------------------- | ------------------ | ------------------ | ------------------ | ------------------ | ------------------ | ------------------ | ------------------ | ------------------ | ---------- |
| Chelsea Edghill | Individual feminino |                    |                    |                    |                    |                    |                    |                    |                    |            |